# Conny Vandenbos
Conny Vandenbos (La Haia, 16 de gener de 1937 – Amsterdam, 7 d'abril de 2002) fou una cantant neerlandesa.

## Biografia
Va néixer Jacoba Adriana Hollestelle. Va prendre el nom d'artista Conny Vandenbos després de casar-se amb Wim van den Bos.
Va començar la seva carrera interpretant cançons franceses a la fi dels anys 50 del segle passat. El 1961 va obtenir el seu primer contracte, després del seu èxit al festival de la cançó Knokkefestival a la ciutat balneària de la costa belga Knokke. El 1964 va realitzar el seu propi espectacle televisiu.
El 1965 va representar els Països Baixos al Festival d'Eurovisió i obtenir l'onzena posició amb la cançó «'t Is genoeg geweest» (trad.: Ja n'hi ha prou). El 1966 va aconseguir el seu primer número u amb «Ik ben gelukkig zonder jou» (trad.: Sóc feliç sense tu) una cançó divertida a la qual una dona divorciada exulta en descobrir els plaers de la vida després de divorciar-se d'un home masclista. Un tema encara força revolucionari a aquesta època.
El 1974 va aconseguir dos números u més amb «Roosje m'n roosje» i «Sjakie van de hoek». El 1976 van atorgar-li un Edison i el premi de la Gouden Harp per l'àlbum «Zo wil ik leven» (trad.: Així vull viure). A més a més va fer un espectacle de teatre amb Ted de Braak i una revista amb l'actor còmic André van Duin. Va amistar-se amb Janis Ian, de la qual va traduir un àlbum i amb qui va cantar un duet. També va participar en el musicals Boefje i Heimwee. El 1979, els belgues van elegir-la Dona de l'any. El 1993, va obtenir un disc d'or amb l'àlbum «14 Grootste Hits Van Conny Vandenbos» (trad.: Els 14 èxits de Conny Vandenbos). El 2000 li van oferir una llosa al Walk of fame de la ciutat de Rotterdam.
Té una filla del seu primer casament amb Wim van den Bos, Karin. Amb son segon marit, el baixista Ger Faber, va tenir un fill Jeroen. Va morir el diumenge 7 d'abril 2002, dues setmanes després de descobrir-li un càncer de pulmó.